# 9930 Billburrows
9930 Billburrows là một tiểu hành tinh dạng C tiểu hành tinh vành đai chính. Nó quay quanh Mặt Trời mỗi 3.80 năm.
Được phát hiện ngày 5 tháng 2 năm 1984 bởi Ted Bowell ở Trạm Anderson Mesa thuộc Đài thiên văn Lowell, tên chỉ định của nó là "1984 CP".